# مصطفى الفيلالي
مصطفى الفيلالي (5 جويلية 1921- 20 جانفي 2019)، سياسي ونقابي ومثقف تونسي كان أول من تولى حقيبة الفلاحة بعد الاستقلال. درس الفيلالي في المدرسة الصادقية ثم في السوربون حيث تحصل على الأستاذية في الآداب العربية. عمل بعد عودته إلى تونس كأستاذ للآداب والفلسفة بالمدارس الثانوية كما نشط في الاتحاد العام التونسي للشغل، وقد ساهم في صياغة البرنامج الاقتصادي والاجتماعي للاتحاد الذي وقع اعتماده في مؤتمر الحزب الحر الدستوري الجديد في نوفمبر 1955 بصفاقس. كوفئ الاتحاد لوقوفه إلى جانب بورقيبة في صراعه ضد صالح بن يوسف بإشراكه في الحكومة التي شكلت في 15 أفريل 1956 فعين الفيلالي وزيرا للفلاحة  في حين أسندت 3 حقائب أخرى للنقابيين: الأمين الشابي (وزيرا للمعارف)، عز الدين العباسي (وزيرا للأشغال العامة) ومحمود الخياري (وزيرا للبريد والبرق والهاتف). ساهم الفيلالي من منصبه في تونسة الأراضي كما اتخذ قرار إلغاء نظام الأحباس. كلف في غرة أكتوبر 1957 بحقيبة الأخبار خلفا لعبد الله فرحات، واستمر فيها إلى 30 ديسمبر 1958 ليغادر الحكومة بعدها. شغل بين أكتوبر 1971 وأكتوبر 1972 منصب مدير الحزب الاشتراكي الدستوري ثم عوضه الفرجاني بلحاج عمار. انتخب الفيلالي أيضا عضوا في المجلس القومي التأسيسي عام 1956 عن دائرة القيروان - الجلاص كما انتخب في مجلس الأمة عامي 1959 و1964. اقترح اسمه كرئيس للوزراء اثناء الحوار الوطني في ديسمبر 2013 إلا أنه بعد قبول مبدئي لتولي المنصب رفض في النهاية بداعي التقدم في السن.
على المستوى الدولي عمل الفيلالي مديرا لمكتب المغرب العربي لمنظمة العمل الدولية بالجزائر وهو حاليا عضو في مجلس أمناء مركز دراسات الوحدة العربية في بيروت. من مؤلفاته «الإسلام والنظام الاقتصادي الدولي الجديد» و«المغرب العربي الكبير: نداء المستقبل».

## الوفاة
توفّي مصطفى الفيلالي يوم الأحد 20 جانفي 2019 في المستشفى العسكري بتونس العاصمة بعد صراع مع المرض عن عمر 97 سنة.